# سيرخيو كاناليس
سيرجيو كاناليس مادرازو (بالإسبانية: Sergio Canales Madrazo)‏ (مواليد 16 فبراير 1991 في سانتاندير - إسبانيا) لاعب كرة قدم إسباني يلعب حاليا لصالح نادي مونتيري في الدوري المكسيكي الممتاز منذ 2023 في مركز المهاجم الثاني كما يجيد اللعب في مركز الوسط المهاجم.
في شتاء 2014 تم انتقال اللاعب إلى صفوف نادي ريال سوسيداد.
وفي صيف 2018 تم انتقاله رسمياً إلى صفوف نادي ريال بيتيس.

## روابط خارجية
- سيرخيو كاناليس على موقع الاتحاد الدولي (مؤرشف)  (الإنجليزية)
- سيرخيو كاناليس على موقع الاتحاد الدولي (مؤرشف)  (الإنجليزية)
- سيرخيو كاناليس على موقع الاتحاد الأوربي (الإنجليزية)
- سيرخيو كاناليس على موقع قاعدة بيانات كرة القدم.إي يو (الإنجليزية)
- سيرخيو كاناليس على موقع قاعدة بيانات كرة القدم.إي يو (الإنجليزية)
- سيرخيو كاناليس على موقع ناشيونال فوتبول تيمز (الإنجليزية)
- سيرخيو كاناليس على موقع Soccerway.com (الإنجليزية)
- سيرخيو كاناليس على موقع عالم كرة القدم.نت (الإنجليزية)
- سيرخيو كاناليس على موقع كووورة
- سيرخيو كاناليس على موقع AS.com (الإسبانية)